# SMIM34A
SMIM34A (англ. Small integral membrane protein 34B) – білок, який кодується однойменним геном, розташованим у людей на 21-й хромосомі. Довжина поліпептидного ланцюга білка становить 139 амінокислот, а молекулярна маса — 15 007.
| 10         |  | 20         |  | 30         |  | 40         |  | 50         |
| ---------- |  | ---------- |  | ---------- |  | ---------- |  | ---------- |
| MEWAKWTPHE |  | ASNQTQASTL |  | LGLLLGDHTE |  | GRNDTNSTRA |  | LKVPDGTSAA |
| WYILTIIGIY |  | AVIFVFRLAS |  | NILRKNDKSL |  | EDVYYSNLTS |  | ELKMTGLQGK |
| VAKCSTLSIS |  | NRAVLQPCQA |  | HLGAKGGSSG |  | PQTATPETP  |  |            |

A: Аланін

C: Цистеїн

D: Аспарагінова кислота

E: Глутамінова кислота

F: Фенілаланін

G: Гліцин

H: Гістидин

I: Ізолейцин

K: Лізин

L: Лейцин

M: Метіонін

N: Аспарагін

P: Пролін

Q: Глутамін

R: Аргінін

S: Серин

T: Треонін

V: Валін

W: Триптофан

Локалізований у мембрані.